# Гоята
Гоята (осет. Гойатæ, груз. გოიათა) — село на юго-востоке Цхинвальского района Южной Осетии. Согласно юрисдикции Грузии — в Горийском муниципалитете.

## География
Расположено между пограничным осетинским селом Арцеу (к востоку от собственно грузинского села Квеши), к западу, и  собственно грузинским селом Меджврисхеви, к востоку.

## Население
Основное население — осетины. По переписи 1989 года в селе жило 670 человек, из которых осетины составили 100 %. По переписи населения 2015 года — 240 человек.

## История
В разгар южноосетинского конфликта село было вблизи границы зоны контроля Грузии. 8 августа 2008 года грузинские войска атаковали и заняли село, а 10 августа 2008 года оставили его почти без боя.  После войны в августе 2008 года село находится под контролем властей РЮО.

## Топографические карты
- Лист карты K-38-30 Орджоникидзе. Масштаб: 1 : 100 000. Состояние местности на 1984 год. Издание 1988 г.
- Лист карты K-38-65 Ленингори. Масштаб: 1 : 100 000. Издание 1979 г.